# Alice Prin

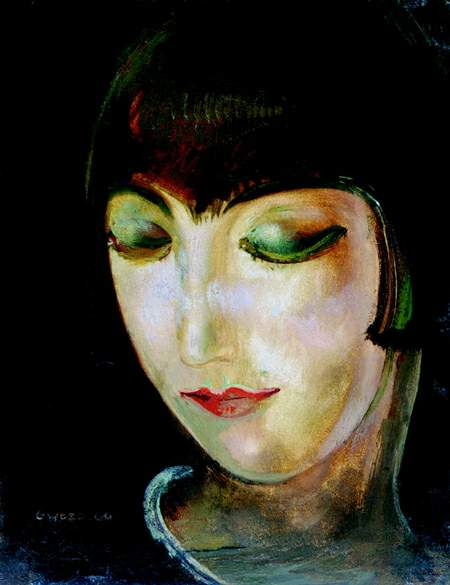
Portret door Gustaw Gwozdecki, 1920

Bronzen hoofd door Pablo Gargallo

Alice Ernestine Prin, beter bekend als Kiki de Montparnasse (Châtillon-sur-Seine, 2 oktober 1901 – Sanary-sur-Mer, 29 april 1953), was een Frans zangeres, actrice, kunstenaarsmodel, schilderes en memoireschrijfster.

## Leven en werk
Prin werd geboren als onwettig kind en werd opgevoed door haar grootmoeder. Op haar twaalfde ging ze naar haar moeder in Parijs om er werk te zoeken. Vanaf haar veertiende poseerde ze, tegen de zin van haar moeder, naakt voor diverse beeldhouwers.
Ze nam al snel de naam Kiki aan en was een veel en graag geziene verschijning in de kunstenaarskringen van Montparnasse, reden waarom ze uiteindelijk ‘Kiki de Montparnasse’ of ‘Reine de la Montparnasse’ werd genoemd. In 1921 werd Prin de partner en het favoriete model van kunstfotograaf Man Ray. Die maakte een grote hoeveelheid portretten van haar, waaronder zijn beroemde foto van de zittende vrouw met op de rug de getekende openingen van een cello. Ook draaide hij diverse artistieke (stomme) films met haar.
Prin stond ook model voor tal van andere kunstenaars, waaronder Gustaw Gwozdecki, Moise Kisling, Tsuguharu Foujita, Chaim Soutine, Sava Sumanovic en Per Krohg. De fotograaf Julian Mandel maakte begin jaren twintig een spraakmakende serie naaktfoto’s van haar. Pablo Gargallo vereeuwigde haar in een bekend geworden bronzen hoofd, te zien in het Louvre. Tot haar beste vrienden behoorden Jean Cocteau, Arno Breker en Ernest Hemingway.
Prin, die ook zelf verdienstelijk schilderde en eigen variétéprogramma’s had in Montparnasse, groeide in de jaren twintig uit tot een belangrijke exponent van de vrije liberale cultuur uit het toenmalige Parijs. Velen zagen haar als een toonbeeld van de vrije, onafhankelijke vrouw. In 1929 publiceerde ze haar memoires, met een voorwoord van Hemingway. In 1930 werd de Engelse vertaling in de Verenigde Staten verboden vanwege de openlijke bespreking van haar seksuele escapades.
Bij het begin van de Tweede Wereldoorlog verliet Kiki Parijs omdat het gerucht ging dat de Duitsers weinig tolerant zouden zijn voor Parijse artiesten. De rest van haar leven zou ze doorbrengen aan de Côte d'Azur. Ze overleed er in 1953, 51 jaar oud, en werd later onder grote belangstelling begraven in Parijs, op de Cimetière de Thiais. 